# Motín de Tungchow
El Motín de Tungchow (en chino y japonés: 通州事件; en pinyin: Tōngzhōu Shìjiàn; en rōmaji: Tsūshū jiken) a veces referido como el Incidente de Tongzhou, fue un asalto a civiles y tropas japonesas por el colaboracionista Ejército de Hebei Oriental en Tongzhou el 29 de julio de 1937, poco después del Incidente del Puente de Marco Polo que marcó el comienzo oficial de la segunda guerra sino-japonesa.
A principios de 1937, Tongzhou era la capital del gobierno de Hebei Oriental, un estado títere japonés que controlaba el estratégico distrito oriental de Beijing. En julio, un destacamento de unas 800 tropas del 29.º Ejército chino, bajo el mando del general Song Zheyuan y leal al gobierno del Kuomintang, acamparon fuera de los muros de Tongzhou. Al negarse a irse a pesar de las fuertes protestas del comandante de la guarnición japonesa, los japoneses no sabían que el general Sung había llegado a un acuerdo con el líder de Hebei Oriental, Yin Ju-keng, quien esperaba usar las tropas del Kuomintang de Sung para deshacerse de sus jefes japoneses.
El 27 de julio, el comandante japonés exigió que los soldados del Kuomintang se desarmaran. Cuando se negaron, estalló la lucha al día siguiente, y las tropas chinas, superadas en número y en armas, quedaron atrapadas entre los japoneses y la muralla de la ciudad. Sin embargo, la falta de voluntad de las tropas chinas del Kuomintang para rendirse en lo que era esencialmente una misión suicida afectó fuertemente al 1.º y 2.º Cuerpo del Ejército de Hebei Orinetal, entrenados por japoneses, que estaban adheridos al ejército japonés. Cuando las unidades del Ejército de Hebei Oriental se negaron a presionar el ataque, las tropas japonesas bombardearon sus barracones en la noche del 28 de julio. La medianoche del 28 de julio, unos 5.000 soldados del 1.° y 2.° Cuerpo del Ejército de Hebei Oriental se amotinaron, volviéndose contra la guarnición japonesa.
Hay varios puntos de vista sobre la causa del motín del Ejército de Hebei Oriental:
- Venganza contra Japón por el mencionado bombardeo.[2]
- Las transmisiones de radio de propaganda del Kuomintang les hicieron creer que el KMT había ganado en el Puente de Marco Polo.[2][3]
- La conclusión de un acuerdo secreto entre el KMT y el Gobierno de Hebei Oriental.[4]
- Indignación ante la avalancha de drogas respaldadas por el gobierno de Hebei Oriental.[5]

Además del personal militar japonés, unos 260 civiles que vivían en Tongzhou de acuerdo con el Protocolo Bóxer de 1901 fueron asesinados en el levantamiento (predominantemente japoneses, incluida la fuerza policial y también algunos coreanos étnicos). Solo sobrevivieron unos 60 civiles japoneses y proporcionaron a periodistas e historiadores posteriores testimonios de primera mano. Los chinos prendieron fuego y destruyeron gran parte de la ciudad.
Los sentimientos antichinos se intensificaron aún más en Japón. La consigna japonesa popular en esos días era "Castigar a China a los escandalosos" (暴戻支那膺懲) Bōrei Shina Yōchō o su versión más corta en chino: 暴支膺懲; en pinyin: Bōshi Yōchō. Los aventureros militares japoneses estacionados en China utilizaron este incidente para justificar nuevas operaciones militares con el pretexto de proteger vidas y propiedades japonesas en Beijing y sus alrededores. Después de la Segunda Guerra Mundial, el equipo de defensa japonés en el Tribunal Penal Militar Internacional para el Lejano Oriente  presentó la declaración oficial realizada en 1937 por el Ministerio de Asuntos Exteriores de Japón como la causa inevitable de los conflictos chino-japoneses, pero el juez presidente Sir William Webb lo rechazó como prueba.

## Galería

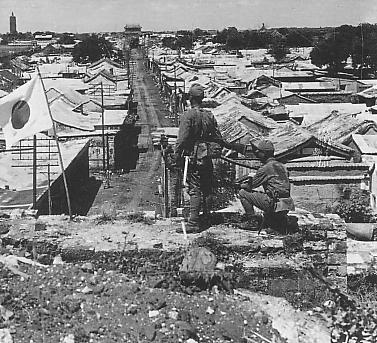
Soldados japoneses en los muros de Tongzhou
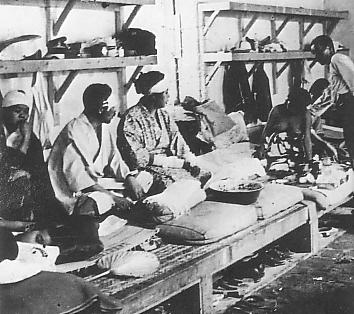
Supervivientes japoneses
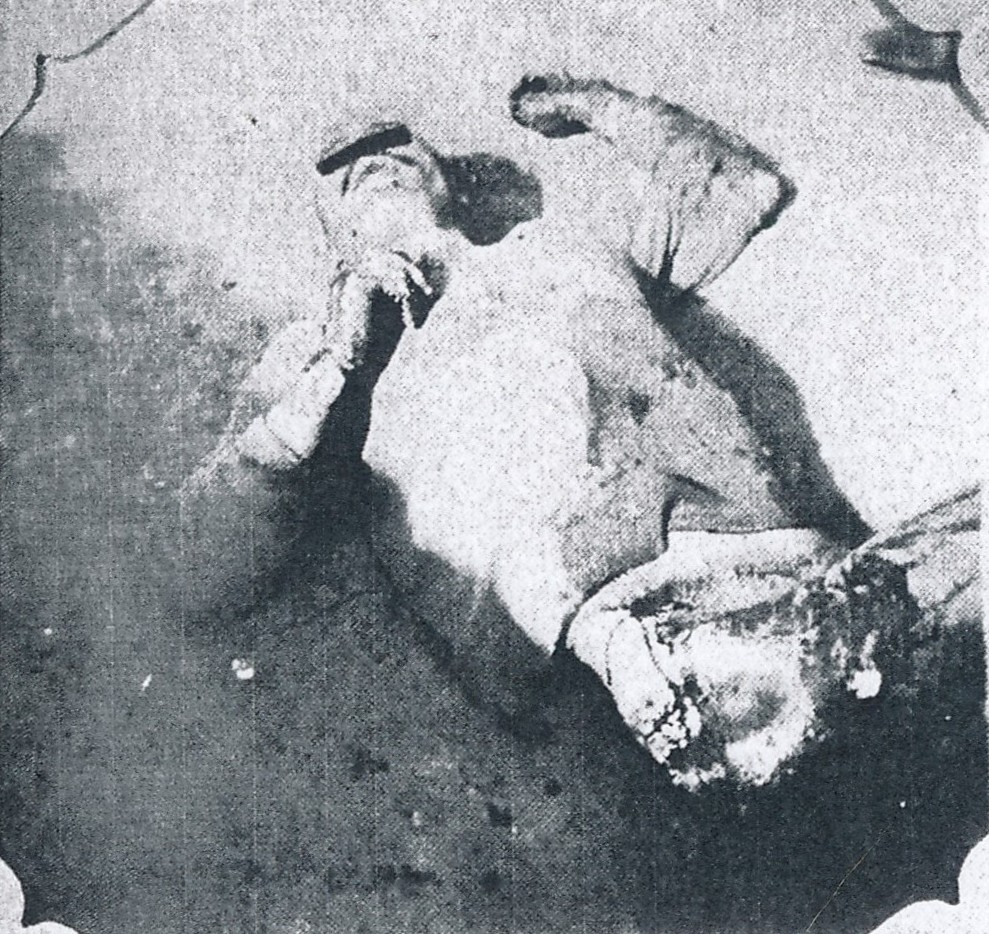
Víctimas de la masacre de Tungchow
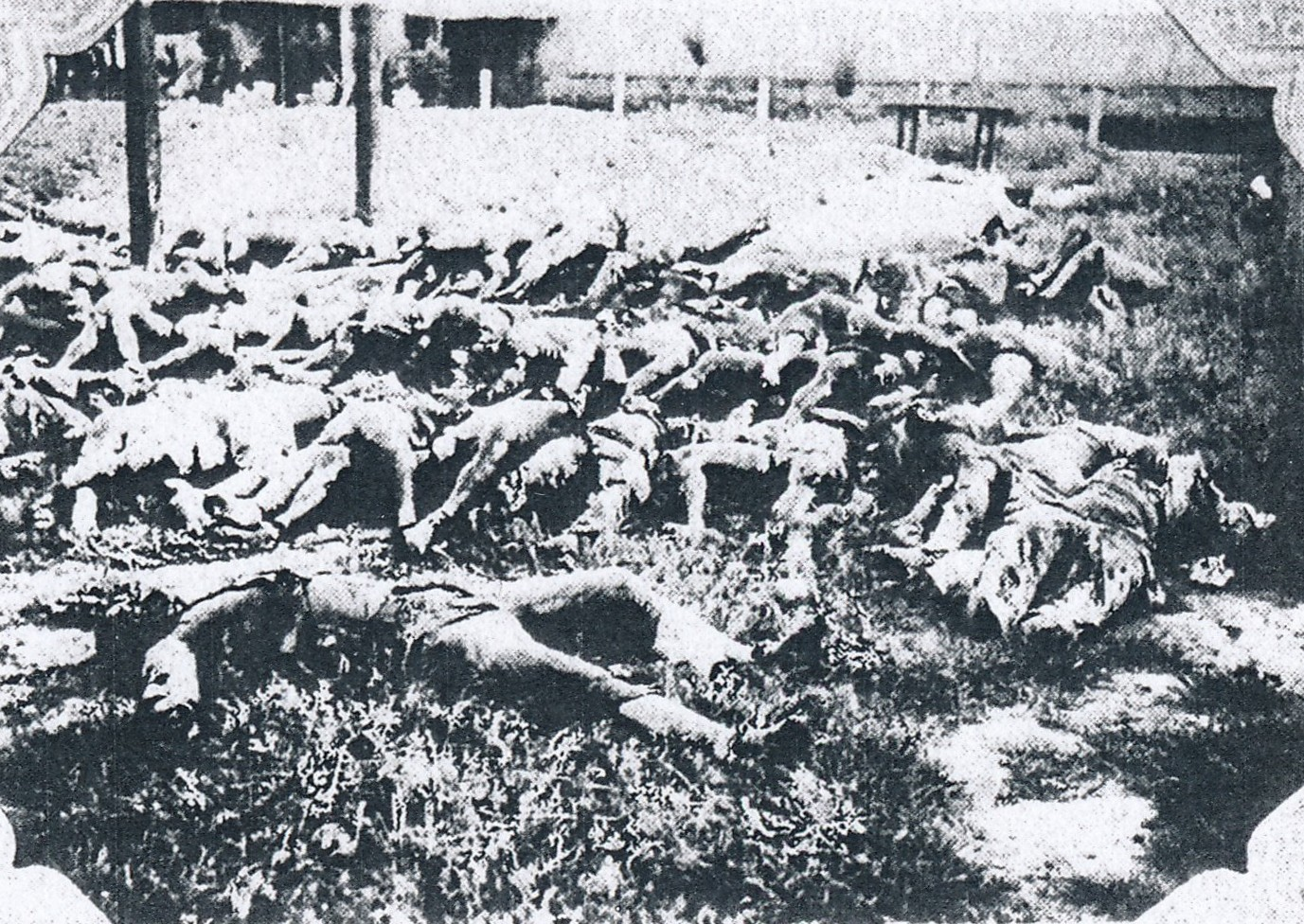
Víctimas de la masacre de Tungchow
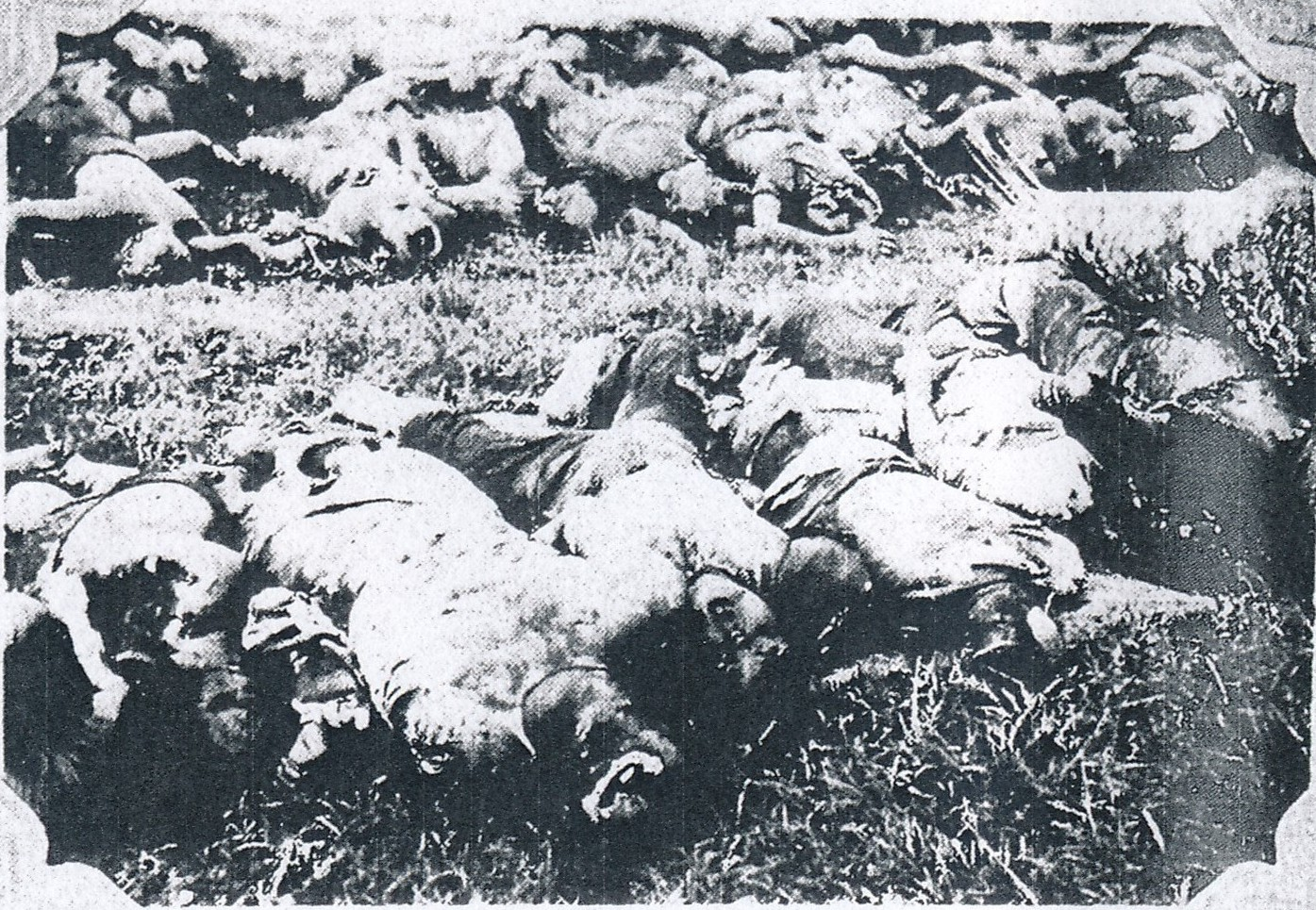
Víctimas de la masacre de Tungchow.
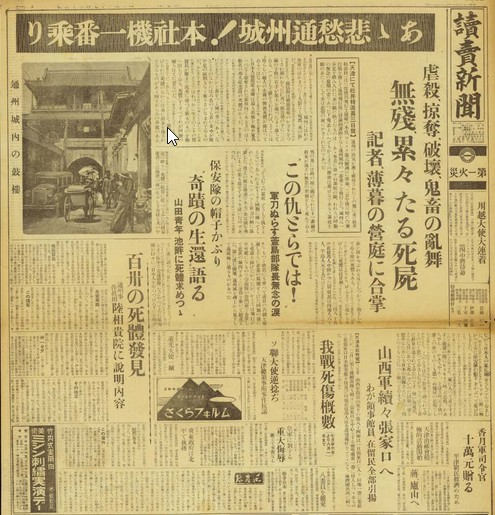
El periódico Yomiuri Shimbun contando los hechos.